# Nuno Brito
Nuno Filipe Alves Salvador e Brito (Gabela, Angola, 5 de agosto de 1959) é um diplomata português, atual Embaixador de Portugal em Londres.

## Biografia
Licenciou-se em Direito (Ciências Jurídicas), no ano de 1984, pela Universidade de Lisboa. Assim que se formou entrou para o serviço diplomático português, desempenhando funções no departamento americano. Três anos depois foi enviado para a Embaixada portuguesa em Washington, como Secretário de Embaixada, onde permaneceu até 1993.
Regressando ao ministério, foi nomeado para o gabinete do Ministro dos Negócios Estrangeiros, que serviu até 1995. Ainda nesse ano, foi chefe de gabinete do Secretário de Estado da Defesa, António Vitorino.
Em 1997 o embaixador Nuno Brito foi colocado na missão portuguesa junto das Nações Unidas, onde desempenhou o cargo de representante alternante no Conselho de Segurança, do qual Portugal foi membro não-permanente no mandato de 1997/1998. Desempenhou o cargo de representante permanente nas Nações Unidas em 1999.
Após ter passado pelas Nações Unidas, regressou a Portugal em 2002, como assessor do então Primeiro-Ministro, Durão Barroso, até março de 2005. Foi depois nomeado co-presidente da Comissão Luso-Espanhola para a Cooperação Transfronteiriça e, desde 29 de setembro de 2005, membro conselheiro do Conselho Económico e Social. A partir de 12 de junho de 2007, desempenhou o cargo de Diretor-Geral dos Assuntos Europeus. Entre 23.02.2011 e outubro de 2015 foi Embaixador de Portugal nos EUA.
Foi Representante Permanente de Portugal junto da União Europeia desde Outubro de 2015 até Março de 2022.

## Condecorações
- Grande-Oficial da Ordem Nacional do Cruzeiro do Sul do Brasil (16 de setembro de 2003)
- Grã-Cruz de Prata da Ordem do Mérito da Áustria (11 de novembro de 2004)
- Grã-Cruz da Ordem do Mérito do Chile (31 de agosto de 2010)
- Grã-Cruz da Ordem do Mérito de Portugal (21 de março de 2011)[3][4]
- Grã-Cruz da Ordem de Rio Branco do Brasil (25 de novembro de 2021)[5]